# انگور کالیفرنیا
انگور کالیفرنیا (نام علمی: Vitis californica) نام یک گونه از سرده انگور است.